# Есколька
Есколька (італ. Escolca, сард. Iscroca) — муніципалітет в Італії, у регіоні Сардинія,  провінція Кальярі.
Есколька розташована на відстані близько 380 км на південний захід від Рима, 55 км на північ від Кальярі.
Населення — 612 осіб (2014).
Покровитель — Santa Cecilia.

## Демографія
Населення за роками:

Станом на 1 січня 2023 року в муніципалітеті офіційно проживали 2 іноземці (громадяни України).

## Сусідні муніципалітети
- Баруміні
- Джерджеї
- Джезігу
- Мандас
- Серрі
- Віллановафранка